# Kumagai Shun
Shun Kumagai (sinh ngày 7 tháng 8 năm 1996) là một cầu thủ bóng đá người Nhật Bản.

## Sự nghiệp câu lạc bộ
Shun Kumagai đã từng chơi cho Ventforet Kofu.